# Фрідріх Гільбіг
Фрідріх Гільбіг (нім. Friedrich Hilbig; 13 грудня 1874, Бреслау — 20 жовтня 1960, Гайдельберг) — німецький військовий інженер, контрадмірал крігсмаріне.

## Біографія
1 жовтня 1893 року вступив в кайзерліхмаріне. Учасник Першої світової війни. Після демобілізації армії залишений в рейхсмаріне. 31 жовтня 1925 року звільнений у відставку.
1 червня 1941 року переданий в розпорядження крігсмаріне і направлений на військові верфі Вільгельмсгафена для ознайомлення. З 30 червня 1941 року — керівник відділу морських озброєнь Шербура. З 10 грудня 1942 року переданий в розпорядження командувача-адмірала військово-морської станції «Нордзе». 31 січня 1943 року звільнений у відставку.

## Нагороди
- Столітня медаль (22 березня 1897)
- Медаль «За вислугу років» (Пруссія) 3-го і 2-го класу (12 років)
- Орден Корони (Пруссія) 4-го класу (21 січня 1912)
- Залізний хрест 2-го і 1-го класу
- Хрест «За вислугу років» (Пруссія) (25 років)
- Почесний хрест ветерана війни з мечами